# Матазуента
Матазуента (Matasuentha; също Mataswintha или Matasuntha; * 518/520; † сл. 551) е дъщеря на остготската кралица Амалазунта († 535) и вестгота Еутарих († ок. 523). Тя е внучка на остготския крал Теодорих Велики. Тя е сестра на Аталарих, крал на остготите в Италия през 526 – 534 г.

## Биография
Матазуента е омъжена против нейната воля за остготския крал Витигис, който не е от рода на Амалите. По време на Готската война тя влиза в контакт с източноримския офицер Йоан, който служи при пълководеца Велизарий.
По време на окупацията на Равена от византийците са разпространени слухове (може би недостоверни), че тя е запалила житен силоз, за да улесни превземането на града. След загубата на Витигис през пролетта на 540 г. и след превземането на Равена от Велизарий, тя, нейният съпруг, кралското съкровище на Теодорих Велики и много други висши благородници са закарани в Константинопол.
След смъртта на Витигис († 542) Матазуента се омъжва за Герман († 550), братовчед, успешен генерал и престолонаследник на император Юстиниан I. Герман e магистър милитум на Тракия (525), по-късно патриций (536) и дипломат. Герман трябва да поеме командването в Италия, но умира малко преди това през 550 г. в Сердика. Матазуента има от този брак през 551 г. син, който също се казва Герман († 605 г.)
Важен източник за живота на Матазуента е „Гетика“ на Йорданес, която черпи от частично загубената „История на готите“ на Касиодор. Също и Прокопий Кесарийски съобщава за нея в своите „Истории“ (особено за битките в Италия).